# Грушеватський заказник
Грушева́тський зака́зник, Грушуватський масив — лісовий заказник загальнодержавного значення в Україні. Розташований у межах П'ятихатського району Дніпропетровської області, біля с. Грушуватка. Разом з Комісарівським лісовим заказником є пам'яткою степового лісництва.

## Загальні відомості
Заказник розташований на захід від села Іванівка, на території П'ятихатського лісництва, квартали 58—90, біля гирла річки Лозуватки. 
Площа 598 га. Статус отримав у 1974 році.
Керуюча організація: Верхньодніпровський держлісгосп, П'ятихатське лісництво.
Має важливе рекреаційне значення. На околицях заказника є дитячий табір та пансіонат для людей похилого віку.

## Характеристика
Охороняється лісовий масив, закладений 1881 року на плато, порізаному балками. Спершу переважали ясен звичайний, акація біла та інші ажурнокронові дерева.
У сучасному складі деревостанів значна частина малоцінних білоакацієвих лісових культур, також значні площі займають ясенові, бересто-дубові та чисто дубові насадження, здебільшого тіньового типу. У деяких кварталах, на супіщаних ґрунтах зустрічаються насадження сосни. Неподалік садиби лісництва є окремі віковічні сосни, які, ймовірно, ростуть від заснування лісу. На території Грушеватського заказника зібрані майже всі види дерев природної флори Степового Подніпров'я та багато інтродукованих видів: дуби (звичайний, скельний, північний), клени (гостролистий, американський, польовий, татарський, явір), в'язи (граболистий, гладкий, дрібнолистий), тополі (чорна, біла, канадська). Серед чагарників зустрічаються: декілька видів шипшини, жовта акація (карагана деревовидна), дерен, свидина, терен, глід, бузина чорна, бузина червона, аронія. Чагарники переважають навколо ставків, біля річки, по узліссях та галявинах. Рідкісні види степової та лучної форми можна зустріти на галявинах.
Завдяки різноманіттю екотопів та наявності плодово-ягідних реміз у заказнику можна спостерігати багато видів птахів та звірів.
Відображає історію степового лісорозведення. Має науково-пізнавальне, ґрунтозахисне і водорегулююче значення.

## Історія
Грушуватський ліс закладено в 1881 році (в деяких джерелах вказаний 1871) за ініціативи Ераста Бродського. Ліс почали насаджувати над правим берегом річки Лозуватки, а потім нові лісові квартали закладали на сухому вододілі, далі від річки. Первинні деревостани створювалися за участі відомого лісівника С. Ф. Храмова. У 1920-ті роки було вирубано значну частину первинних деревостанів. Сучасні квартали створені здебільшого у 1931—1937 роках.